# ジプシー (西城秀樹の曲)
「ジプシー」は、西城秀樹の40枚目のシングル。1981年12月20日にRCAから発売された。

## 解説
前作「センチメンタルガール」に続き、作曲は鈴木キサブローである。ハードロック調のイントロから、いきなり女性的な雰囲気に入っていくのが特徴である。
オリコンでは最高位15位（100位内14週）、13.6万枚のセールスだった。
山口百恵（現：三浦百恵）はこの曲を気に入っていたといわれている。

## エピソード
- 『第32回NHK紅白歌合戦』では発売直後にもかかわらず、この曲が披露された。3ヶ月前に当時西城と同じ芸映プロに所属していた河合奈保子がNHKホールから転落するという事故が発生しており、NHKからの謝罪の意味が含まれていたのではと推測されている。

## 収録曲
（全作詞：森雪之丞／作曲：鈴木キサブロー）
1. ジプシー
編曲：船山基紀
2. アゲイン
編曲：若草恵

## この頃のできごと
- 1982年1月4日～1月5日 - 大阪・厚生年金ホールにて新春コンサートを開催した。